# الجمعية الرياضية السلاوية (سيدات) موسم 2012-2013

## اللاعبات

### تشكيلة الفريق
ملاحظة: تشير الأعلام إلى المنتخب الوطني على النحو المحدد في قواعد الأهلية للفيفا. قد يحمل اللاعبون أكثر من جنسية واحدة غير تابعة للفيفا.
| الرقم | البلد  | المركز | اللاعب         |
| ----- | ------ | ------ | -------------- |
|       | المغرب | حارس   | أمينة الكرش    |
|       | المغرب | حارس   | حكيمة مرزاق    |
|       | المغرب | مدافع  | السعدية كزيزير |
|       | المغرب | مدافع  | غزلان فخار     |
|       | المغرب | مدافع  | جميلة الزواني  |
|       | المغرب | مدافع  | مريم لعاطي     |
|       | المغرب | مدافع  | إلهام عليلوش   |

| الرقم | البلد  | المركز | اللاعب        |
| ----- | ------ | ------ | ------------- |
|       | المغرب | وسط    | السعدية لعسري |
|       | المغرب | وسط    | غزلان العامري |
|       | المغرب | وسط    | كنزة لقرية    |
|       | المغرب | وسط    | رقية المازوزي |
|       | المغرب | وسط    | سكينة دينار   |
|       | المغرب | وسط    | سناء لمنيعي   |
|       | المغرب | وسط    | زهرة الارضي   |
|       | المغرب | وسط    | سمية خبيز     |
|       | المغرب | مهاجم  | فطومة كنفار   |
|       | المغرب | مهاجم  | فدوى حجري     |
|       | المغرب | مهاجم  | كوثر المنصوري |

## المباريات
| الفريق المضيف                | الفريق الزائر                | التاريخ                | الملعب                       | النتيجة             |
| ---------------------------- | ---------------------------- | ---------------------- | ---------------------------- | ------------------- |
| الجمعية السلاوية             | الرجاء البيضاوي              | 20 أكتوبر 2012 - 11:00 | ملعب أبو بكر عمار بسلا       | 3-0 (اعتذار الرجاء) |
| أولمبيك مكناس                | الجمعية السلاوية             | 16 دجنبر 2012 - 11:00  | الملعب البلدي بتولال         | 0-0                 |
| الجمعية السلاوية             | جمعية التضامن عين عتيق تمارة | 24 نونبر 2012 - 11:00  | ملعب أبو بكر عمار بسلا       | 1-2                 |
| الفداء البيضاوي              | الجمعية السلاوية             | 2 دجنبر 2012 - 11:00   | ملعب عمر الخطاب بالبيضاء     | 2-0                 |
| الجمعية السلاوية             | أطلس 05 الفقيه بنصالح        | 9 دجنبر 2012 - 11:00   | ملعب أبو بكر عمار بسلا       | 2-1                 |
| رجاء عين حرودة               | الجمعية السلاوية             | 23 دجنبر 2012 - 11:00  | الملعب البلدي بعين حرودة     | 1-1                 |
| الجمعية السلاوية             | شباب أطلس خنيفرة             | 29 دجنبر 2012 - 13:00  | ملعب أبو بكر عمار بسلا       | 0-4                 |
| الجيش الملكي                 | الجمعية السلاوية             | 5 يناير 2013 - 14:00   | مركز الجيش الملكي بسلا       | 0-10                |
| الجمعية السلاوية             | نادي بلدية المحمدية          | 20 يناير 2013 - 12:00  | ملعب أبو بكر عمار بسلا       | 7-1                 |
| الجمعية السلاوية             | أولمبيك مكناس                | 10 فبراير 2013 - 13:00 | ملعب أبو بكر عمار بسلا       | 3-3                 |
| جمعية التضامن عين عتيق تمارة | الجمعية السلاوية             | 23 فبراير 2013 - 11:00 | الملعب البلدي بتمارة         | 3-0                 |
| الجمعية السلاوية             | الفداء البيضاوي              | 2 مارس 2013 - 11:00    | ملعب أبو بكر عمار بسلا       | 1-5                 |
| أطلس 05 الفقيه بنصالح        | الجمعية السلاوية             | 24 مارس 2013 - 15:00   | الملعب البلدي بالفقيه بنصالح | 2-2                 |
| الجمعية السلاوية             | رجاء عين حرودة               | 30 مارس 2013 - 14:00   | ملعب أبو بكر عمار بسلا       | 6-3                 |
| شباب أطلس خنيفرة             | الجمعية السلاوية             | 14 أبريل 2013 - 11:00  | الملعب البلدي بخنيفرة        | 6-1                 |
| الجمعية السلاوية             | الجيش الملكي                 | 21 أبريل 2013 - 11:00  | ملعب أبو بكر عمار بسلا       | 0-4                 |
| نادي بلدية المحمدية          | الجمعية السلاوية             | 28 أبريل 2013 - 11:00  | ملعب العالية بالمحمدية       | 0-5                 |
| الرجاء البيضاوي              | الجمعية السلاوية             |                        | ملعب تيسيما بالبيضاء         |                     |